# In-The-Go
In The Go, hrvatski glazbeni sastav iz Splita. Sviraju indie rock. Autor pjesama je gitarist i pjevač Frane Paić.

## Povijest
Nastali su 1998. godine i svirali pod imenom Frakcija. No postojao je istoimeni sastav iz BiH pa su ih brkali po festivalima demosastava. Zbog toga su promijenili ime u Indigo. Frakcija i Indigo snimili su i izdali dva albuma na hrvatskom jeziku. Godine 2008. promijenili su vokala jer su htjeli snimiti album na engleskom i tom je prigodom sastav promijenio ime u In The Go. Dotadašnji basist Frane Paić prešao je na položaj gitarista i vokala. Za sebe kažu da je In The Go za Frakciju i Indigo ono što je New Order Joy Divisionu. 
Kao Frakcija objavili su 2003. album Predstavu (loša prođa zbog problema s izdavačem), a kao Indigo album 2007. godine album U ovom trenutku, oba na hrvatskom jeziku. Nastupali su na raznim festivalima, bili su predgrupa Robertu Plantu, Arctic Monkeysima i ino. Pod etiketom Menart objavili su promo singl Skeleton Party Nose, s prvog albuma na engleskom We Should Be Quiet kod iste kuće. Nekoliko pjesama s tog albuma izvedeno je u Garaži na HTV-u. Album We Should Be Quiet objavio je Menart., a producirali Dado Marušić i Frane Paić. Marušić je također obavio mastering. Album je izašao 22. ožujka 2011. godine. Žanrovski je alternativni rock/ alternativni/indie rock / alternativni pop/rock. Spot za pjesmu s albuma Skeleton Party Nose je u režiji Žare Batinovića,a promocija je trebala biti srpnja 2009. godine.
2013. godine su sklopili za Pyramid Records iz Miamija. Zbog pažnje koju su dobili i odugovlačenje oko izlaska albuma navelo ih je raskinuti ugovor. Dok su snimali album u ClearTrack Studios na Floridi, dio produkcije radili su ljudi iz diskografske kuće Unable Records kojima se svidio materijal. Poslije raskida ugovora s Pyramidom stupili su u kontakt i sklopili ugovor. 2016. godine snimili su studijski album. U hrvatskom radijskom eteru manje ih se čuje i uglavnom im skladbe puštaju Hrvatski Radio, Radio Split... Prvome singlu, naslova Spin, premijera je bila na MTV-u.
18. ožujka 2016. godine pod etiketom Unable Recordsa objavljen im je album Spin. Producirao ga je Jacob Crabb. Snimljen je u Clear Track Studiosu (Clearwater, Florida), Leverage Studiosu (Bronx, New York) te Studio Deva i Boson Studio u Splitu. Žanrovski je alternativni/indie rock/alternativni pop/rock.
Na albumu U ovom trenutku pokazuje mnoštvo zajedničkih osobina sa sastavima poput Depeche Modea, Placeba, Musea i Interpola, posebice u melodijama, odabiru i uporabi glazbala te vokalnim dionicama, a tu je i snažna sličnost sa sastavom Boom, a u stilu im se čuje mješavina i sastava Killersa, Arcade Firea, The Go Teama, PipsChips&Videoclipsa, te Ekatarine Velike.

## Članovi
Članovi su (na promo singlu Skeleton Party Nose):
- Frane Paić: vokal, gitarist, vođa sastava
- Alen Jurišić: gitarist
- Tihomir Džajić: klavijaturist
- Alen Đurašinović: bubnjar
- Sina[8]

Na albumu U ovom trenutku svirali su u postavi:
- Ante Puljiz -– vokal
- Frane Paić – bas
- Alen Jurišić – gitara
- Alen Durašinović – bubnjevi
- Tiho Džajić – klavijature

## Vanjske poveznice
- Službene stranice  Arhivirana inačica izvorne stranice od 7. ožujka 2018. (Wayback Machine)
- (eng.) Discogs
- MySpace
- BandCamp
- Facebook